# Abickhafe
Abickhafe ist ein Ort in der Gemeinde Friedeburg im Landkreis Wittmund in Ostfriesland. Zu Abickhafe zählen auch die Wohnplätze Abickhaferfeld, Dosenerham sowie Oykenhausen.

## Geschichte
In Abickhafe oder Abkehave soll der Missionar Willehad im Jahr 781 während seines Aufenthaltes in Östringen eine Kapelle gegründet haben. Diese Kapelle wurde 1532 auf Veranlassung des Grafen Enno II. abgebrochen. Eine andere Erzählung besagt, dass das Gebäude die Reformationszeit überdauert hat und um 1646 darin eine Schule eingerichtet wurde.
Am  1. Juli  1972 schlossen sich zuvor die ehemaligen Gemeinden Abickhafe, Dose, Hoheesche und Reepsholt zur Gemeinde Reepsholt zusammen. Im Zuge der Kommunalreform am  16. August 1972  wurde aus den bisherigen Gemeinden Bentstreek, Etzel, Friedeburg, Hesel, Horsten, Marx, Reepsholt, Wiesede und Wiesedermeer die Gemeinde Friedeburg gebildet.